# Елена Спас
Еле́на Влади́мировна Зе́нина, известная как Елена Спас, (20 августа 1958, Москва, СССР) — композитор и певица.

## Биография
Елена Спас, композитор и певица, окончила Музыкальное училище при Московской консерватории им. П. И. Чайковского, Нижегородскую государственную консерваторию им. М. И. Глинки. В музыкальной сфере работает с 1978 года. Сначала в качестве руководителя вокального коллектива «Молодость», затем в течение 10 лет руководила ансамблем «Резонанс», который в 1985 году получил звание «Народного коллектива» и стал лауреатом международных фестивалей (Баку-83, ГДР-84, Москва-85, Куба-86). Репертуар коллектива составляли патриотические и интернациональные песни на языках народов мира, что позволяло успешно представлять нашу страну на международных фестивалях и форумах по направлению ВЦСПС и ЦК ВЛКСМ.
В 1988 году состоялась первая запись в Фонд с оркестром Гостелерадио под управлением А. Петухова песни «Вальс континентов» на стихи Льва Ошанина в исполнении народного артиста России Евгения Поликанина.
С 1989 года Е. Зенина в составе музыкального коллектива «ЕС-дуэт» с новой авторской программой выезжает на гастроли в Уфу, Днепропетровск, Смоленск, Китай.
В 1992 году Елена Зенина берёт сценический псевдоним — Елена Спас и выезжает с сольными программами и в составе концертных групп в Италию, Венгрию, Китай, Вьетнам, Чехословакию, Германию, Кубу, США.
В 1990—1998 гг. песни Елены Спас звучат в многочисленных радиопередачах (Маяк, 3 канал и др.). В 1992 году песня «Русь» была названа слушателями лучшей песней в конкурсной программе на радио Австралии и о Е. Спас выходит радиопередача на английском языке.
В 1997 году Е. Спас становится автором, ведущей и сопродюсером телевизионной музыкальной передачи «Остров Елены» о популярных песнях, исполнителях и авторах 70-80 гг., которая вышла в телеэфир на 3 канале. В ней приняли участие певец И. Кобзон, композитор И. Духовный, космонавт В. Джанибеков, страница памяти посвящена Е. Мартынову. Е. Спас неоднократно была участницей телевизионных программ «Семь нот в тишине», ток-шоу «Карьера», «Грош в квадрате», «Добрый вечер, Москва» и др.
Большую часть творчества Елены Спас занимают песни патриотического и гражданского звучания.
С 2001 года в творческом содружестве с известным поэтом Борисом Дубровиным написано более 80-ти песен и романсов, созданы 2 программы — «Свечу забытую зажгу» и концерт-премьера «Победные звезды» в двух отделениях к 60-летию Победы.
В 2002 году состоялась премьера художественного фильма «Покаянная любовь» по повести Л. Н. Толстого «Дьявол» — режиссёр В. Панин, композитор — Елена Спас. За музыку к этому фильму на кинофестивале «Моя Московия» в 2005 году его президентом Вячеславом Тихоновым Е. Спас был вручен диплом Лауреата.
В мае 2005 года началось творческое сотрудничество с поэтом Александром Матвеевым. В октябре выпущен диск «Любовные качели».
В 2007 году на международной музыкальной ярмарке «Мидем» в Каннах была представлена новая программа композитора и певицы «Глаза любви» на стихи А. Матвеева.
Музыка Е. Спас отличается своей удивительной искренностью, глубиной. В произведениях глубокая поэзия сочетается с психологической утонченностью мелодии и изысканной манерой авторского исполнения. Её голос отличает удивительно глубокая искренность, интонационное богатство, лиризм. Каждая песня исполняется душой, сердцем.
Большое место в её творчестве занимают произведения на стихи поэтов-классиков: М. Лермонтова, У. Шекспира, И. Северянина, О. Хайяма, А. Фета, А. Апухтина и многих других.: Соавторы Е. Спас — современные поэты: Б. Дубровин, А. Матвеев, Г. Гецевич, Е. Климова, Л. Щепахина, В. Чернобаев, Феликса Чуев и другие.
Значительная часть сочинений написана для голоса и рояля. Е. Спас работает более 15 лет в дуэте с пианистом, Заслуженным артистом России Михаилом Линком, а также с известным джазовым пианистом Виктором Демьяновым.
Многие коллективы и певцы исполняют песни, романсы композитора Елены Спас и с удовольствием сотрудничают, имея в своем арсенале целые программы из произведений композитора: народный артист России Михаил Чуев, Н. Рыжова, Л. Косарева, О. Жигмитова, Г. Курский, И. Васильев и другие.
Е. Спас принимала участие в концертных программах на крупных сценах Москвы:
ГКЗ «Россия» (1996г), Театр Эстрады, Кремлёвский Дворец, Дворец Молодёжи, Дом кино, Колонный зал Дома Союзов и других. В 1998—2001 гг., прошли авторские концерты в Доме Учёных с симфоническим оркестром под управлением Павла Ландо.
Бессменный ведущий концертов Елены Спас — журналист, ведущий радиопрограмм Валерий Голубцов.
В августе 2008 года прошёл большой авторский концерт композитора и певицы «Миг счастья» на сцене филиала Малого Театра в Москве, осенью 2009 — в Большом зале ЦДРИ.
В феврале 2015 г. Елена Спас избрана членом (академиком) Международной академии культуры и искусства «Лидер»;

## Дискография
- «Второе Я», 1996 г. (исп.- Е. Спас)
- «Миг счастья», 1996 г. (исп.- Е. Спас)
- «Любовные качели», 2005 г. (сборник)
- «Мой дар», 2008 г. (исп.- драматическое сопрано Л. Косарева)
- «Мгновенья», 2009 г. (исп.- Л. Косарева)
- «В свете лунных глаз», 2010 г. (исп.- солистка оперы Бурятии О. Жигмитова)
- «Леди Соул», 2010 г. (исп.- Е. Спас)
- «Без лишних слов», 2010 г. (исп.- Е. Спас)
- «O’Love», 2012 г. (исп.- И. Васильев)

## Награды и премии
- Государственная награда — Медаль «За трудовое отличие», № 137037 от 24.04.86.
- Российская премия «Юность».
- Медаль Лауреата II Всесоюзного фестиваля народного творчества, посвященного 70-летию Великой Октябрьской социалистической революции.
- Медаль «Талант и призвание» Всемирного альянса «Миротворец», № 157/3 от 19.09.2007.
- Благодарность Председателя профсоюзного комитета Администрации Президента Российской федерации от 05.05.2004.
- Благодарность Председателя Совета «Благотворительного фонда социальных программ», Депутата Государственной Думы РФ Е. В. Паниной — 2008 г.
- Грамота начальника Пограничной академии Федеральной службы безопасности Российской Федерации 07.03.2006 г., а также другие грамоты и благодарности.
- академик Международной академии культуры и искусства «Лидер» (февраль 2015 г.)